# Bao giờ trăng sáng
Bao giờ trăng sáng (tiếng Trung: 明月幾時有, tiếng Anh: Our Time Will Come, Hán-Việt: Minh nguyệt cơ thời hữu) là một bộ phim điện ảnh Hồng Kông – Trung Quốc thuộc thể loại chiến tranh – lãng mạn – chính kịch ra mắt vào năm 2017 do Hứa An Hoa làm đạo diễn và đồng sản xuất, với sự tham gia diễn xuất của ba ngôi sao chính gồm Châu Tấn, Bành Vu Yến và Hoắc Kiến Hoa. Lấy bối cảnh vào những năm 1940 ở Hồng Kông, tác phẩm mô tả cuộc sống của những con người trẻ tuổi ở các tầng lớp khác nhau, tuy nhiên họ cùng chung một lý tưởng sẵn sàng tham gia cách mạng đế chống lại phát xít Nhật.
Được khởi quay từ tháng 2 đến tháng 5 năm 2016, bộ phim có buổi công chiếu tại Trung Quốc vào ngày 1 tháng 7 năm 2017 để kỷ niệm 20 năm ngày Hồng Kông được trao trả lại chủ quyền. Ngoài ra, tác phẩm còn được trình chiếu tại Hồng Kông vào ngày 6 tháng 7 năm 2017, và tại Canada và Mỹ vào ngày 7 tháng 7 năm 2017. Sau khi ra mắt, bộ phim đã thu về 63 triệu RMB, đồng thời nhận về những lời khen ngợi từ giới chuyên môn trong nước và quốc tế. Tác phẩm đã giành được 5 trên tổng số 11 hạng mục được đề cử tại giải thưởng điện ảnh Hồng Kông lần thứ 37, bao gồm Phim hay nhất, Đạo diễn xuất sắc nhất (cho Hứa An Hoa), Nữ diễn viên phụ xuất sắc nhất (cho Diệp Đức Nhàn), Chỉ đạo nghệ thuật xuất sắc nhất và Nhạc phim hay nhất (cho Joe Hisaishi).